# Ameur Abdenour Loucif
Ameur Abdenour Loucif (en arabe : عامر عبد النور لوصيف) est un footballeur algérien né le 24 juin 1982 à Bordj Bou Arreridj. Il évolue au poste d'arrière gauche au MSP Batna.

## Biographie
Il évoluait en première division algérienne avec le club du CA Bordj Bou Arreridj.

## Palmarès
CA Bordj Bou Arreridj
- Coupe d'Algérie :
  - Finaliste : 2008-09.